# Gornja Motičina
Gornja Motičina est un village de la municipalité de Donja Motičina (Comitat d'Osijek-Baranja) en Croatie. Au recensement de 2011, le village comptait 49 habitants.